# Тихон Амафунтский
Тихон Амафунтский — православный епископ Амафунтский, святитель, чудотворец. День памяти — 16 июня по юлианскому календарю.

## Биография
Родился в городе Амафунт на Кипре. Был воспитан родителями в христианском благочестии и обучен чтению священных книг. Был принят в церковный клир, поставлен чтецом. Позже епископ Амафунтский Мемнон посвятил его в сан диакона. После смерти епископа Мемнона святой Тихон по общему желанию был избран во епископа Амафунтского. Активно насаждал христианство. Житие говорит, что святитель Тихон усердно трудился над искоренением остатков язычества на Кипре, уничтожал идольские капища, был милостив, двери его дома были открыты для всех, он с любовью выслушивал и исполнял просьбы каждого, кто приходил к нему, твердо и бесстрашно исповедовал свою веру перед язычниками. Предвидел время своей кончины, которая последовала в 425 году.

## Почитание
- В честь святого названа деревня Агиос-Тихонас на Кипре (вблизи развалин Амафунта).
- В России особенно почитался в Воронежской епархии, где преемственно было три архипастыря, тезоименитых святителю Амафунтскому.